# Bosc temperat humit

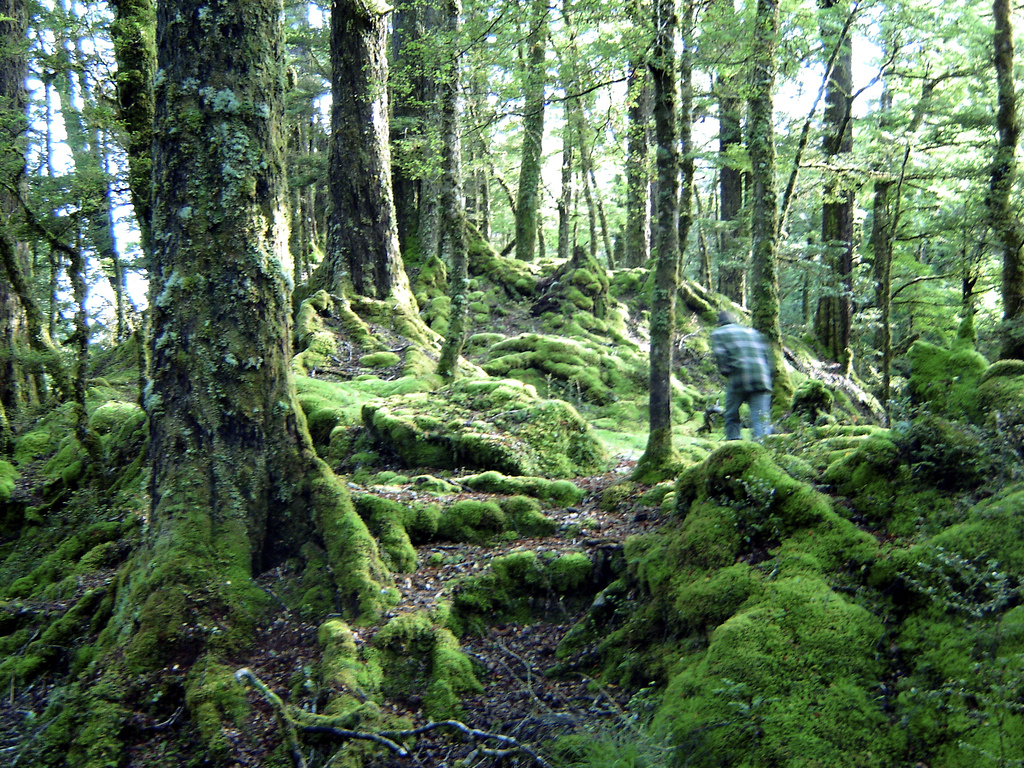
Bosc temperat humit de Nova Zelanda

El bosc temperat humit és el format per boscos de coníferes o de fulla ampla que es donen en les zones de clima temperat i reben grans quantitats de pluja.

## Definició
Per als boscos temperats humits d'Amèrica del Nord la definició de P.B. Alaback està amplament acceptada:
1. Precipitació anual per sobre de 1.400 mm.
2. Temperatura mitjana anual entre 4 i 12 °C

Tanmateix, la precipitació anual requerida depèn de factors com la distribució de la pluja al llarg de l'any, les temperatures durant el decurs de l'any i presència de la boira. Les definicions en altres països on hi ha boscs temperats humits són diferents. Per exemple la definició per aquests tipus de boscs australians és ecològica més aviat que climàtica:
1. La cobertura de la capçada ocupa com a mínim el 70% del cel.
2. El bosc està compost principalment per arbres, als quals no els cal la regeneració mitjançant incendis però el seu planter és capaç de regenerar-se sota l'ombra i en clarianes naturals.[3]

## Característiques

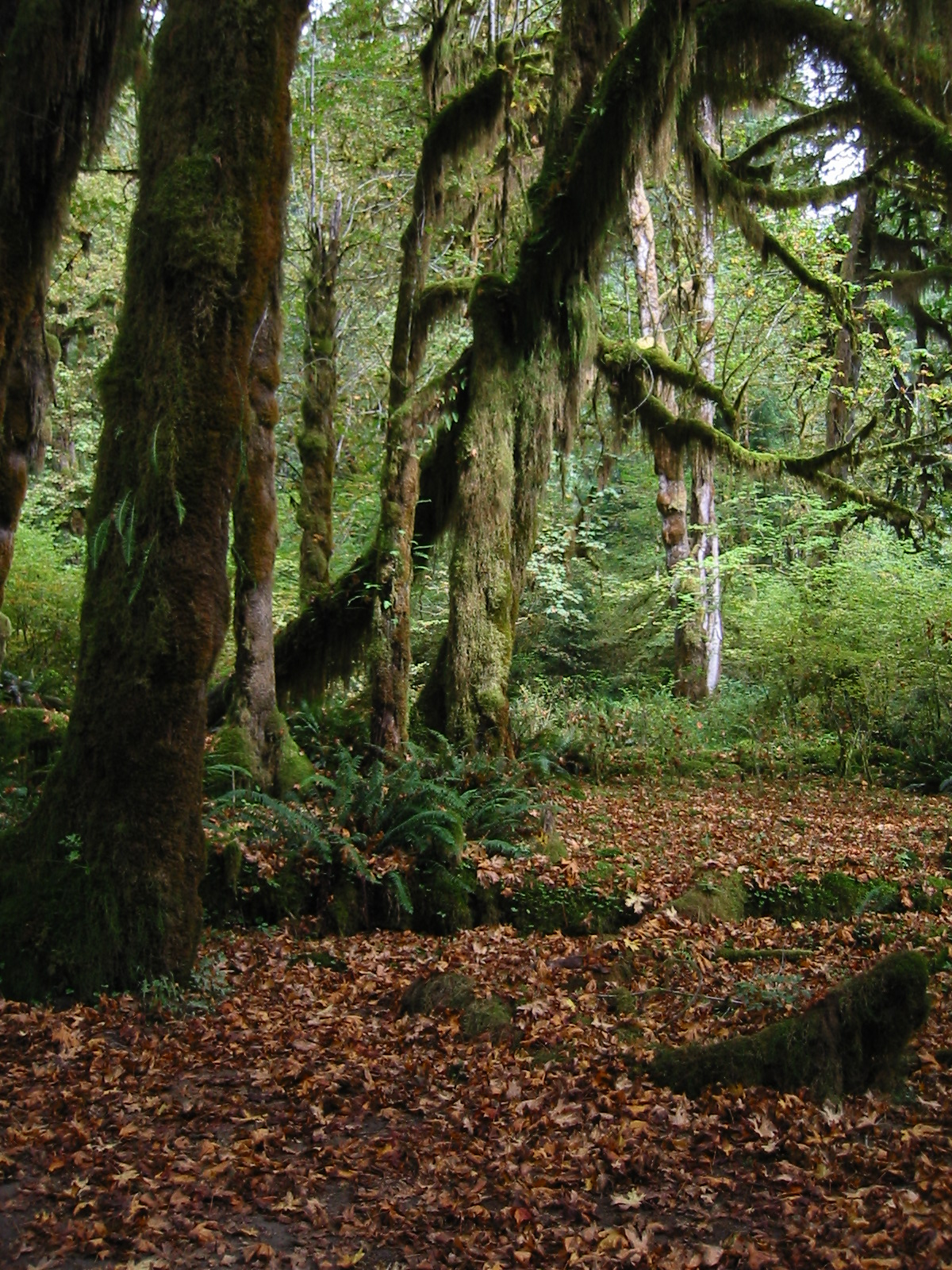
Molsa epifítica.

Els boscos temperats humits reuneixen les següents característiques:
- Relativa proximitat a l'oceà, normalment amb muntanyes litorals. Els boscos temperats humids necessiten la proximitat de l'oceà per moderar la variació estacional de la temperatura, creant hiverns més suaus i estius més frescos que les àrees continentals. Molts d'aquests boscos tenen boires d'estiu que mantenen el bosc fresc i humit en els mesos més càlids. Les muntanyes litorals incrementen la pluja en els vessants que miren al mar.
- L'incendis forestals són difícils per la gran i constant humitat del bosc.
- Els Epífits, incloent les molses, són abundants. Com que aquestes plantes no tenen accés a la humitat del sòl depenen de la gran humitat i de la pluja de la part de dalt del bosc.

Les ecoregions on es troben aquests boscos són: Boscos de frondoses i mixtos en clima temperat i Boscos de coníferes en clima temperat.
Els boscos temperats humits tenen els més elevats nivells de biomassa de qualsevol ecosistema terrestre i són notables per la gran mida dels arbres com la sequoia, l'avet Douglas o Picea sitchensis.

## Distribució mundial

En verd les zones amb boscs temperats humits

Els boscs temperats cobreixen una gran part del món però els de tipus humit només apareixen en unes poques regions.
La majoria s'estableixen en climes oceànics humits:
- Boscos temperats humits del Pacífic del sud-oest d'Alaska a la Califòrnia central.
- Bosc Valvidià temperat humit i boscos magallànics subpolars humits del sud de Xile i l'adjacent Argentina.
- Retalls de bosc temperat humit d'Europa del sud de Noruega al nord d'Espanya.
- Boscos temperats humits del sud-est d'Austràlia de Tasmània i l'estat australià de Victòria i l'illa sud de Nova Zelanda, costa occidental.

Altres es fan en climes subtropicals humits:
- A Sud-àfrica Boscs de Knysna-Amatole,
- Els boscos de la Còlquida a l'est del Mar negre a Turquia i Geòrgia.
- Els boscos del Caspi a l'Azerbaidjan i l'Iran.
- Els boscos de muntanya temperada humida de l'est de Taiwan, sud-oest del Japó (boscos de Taiheiyo).,
- Costa nord d'Austràlia i illa Nord de Nova Zelanda.

En climes continentals plujosos:
- A les muntanyes Rocoses de la Colúmbia Britànica, nord d'Idaho i nord-oest de Montana,
- En part de l'extrem orient rus: Ussuri, Manxúria, Sakhalín.

Altres climes:
- En part de les muntanyes apalatxianes del nord de l'estat de Geòrgia a Nova Anglaterra.
- A les muntanyes de coníferes de la Xina i nord de Corea Changbai.